# 舊塔拉拉伊夫卡
50°47′55″N 33°6′20″E / 50.79861°N 33.10556°E
舊塔拉拉伊夫卡（烏克蘭語：Стара Талалаївка），是烏克蘭北部的村莊，隸屬切爾尼希夫州的普里盧基區。該村始建於1629年，面積3.59平方公里，海拔高度162米，2001年人口805，人口密度每平方公里224.6人。